# Electrònica analògica

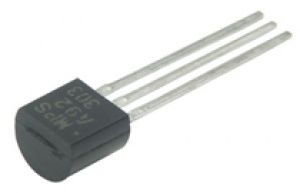
Transistor bipolar, component electrònic molt utilitzat en sistemes analògics.

L'electrònica analògica és la branca de l'electrònica que estudia els sistemes amb senyals que varien de forma contínua en el temps, podent prendre qualsevol valor dins d'un interval determinat. Aquest valor, a més, representa algun tipus d'informació. En contraposició hi ha l'electrònica digital on les variables només poden prendre valors discrets, normalment només dos nivells. El terme "analògic" deriva de la paraula grega ανάλογος (analogos), que significa "proporcional".

## Senyals analògics
Els senyals analògics poden representar la informació de diverses maneres: amb canvis en el voltatge, corrent elèctric, freqüència, fase, etc. A la vegada, aquests senyals poden provenir de la conversió d'altres fenòmens físics com l'amplitud del so, la intensitat de la llum, la temperatura, la pressió, etc. Aquesta conversió és realitzada per un transductor, que s'encarrega de transformar un d'aquests tipus d'energia en energia elèctrica. Un micròfon és un exemple de transductor: les variacions de pressió de l'aire que xoquen amb el micròfon creen una variació del corrent o voltatge que passa a través del micròfon.
Una altra manera de transmetre informació en un senyal analògic és mitjançant la modulació. La modulació consisteix en el fet que un senyal portador veu com alguna de les seves característiques es veu alterada en funció de la informació que ha de transportar: en una modulació en amplitud (AM), l'amplitud del senyal es veu alterada, mentre que en una modulació en freqüència (FM) és la freqüència el que canvia en funció de la informació. També existeix la modulació de fase (PM), on és la fase el que canvia.

## Soroll inherent
Els sistemes analògics invariablement inclouen soroll, és a dir, pertorbacions aleatòries, causades en part per vibracions tèrmiques de les partícules atòmiques. Atès que totes les variacions d'un senyal analògic són importants, qualsevol pertorbació és equivalent a un canvi en el senyal original i, com que és un canvi d'informació no desitjat, és considerat com a soroll. A mesura que el senyal és amplificat, atenuat i transmès certa distància, les variacions aleatòries del senyal poden ser significatives i portar a una degradació del senyal. La fórmula de Friis és un dels mètodes utilitzats en telecomunicacions per analitzar aquesta degradació en sistemes de transmissió. Altres formes de degradació del senyal són les interferències, que en sistemes electrònics i de telecomunicacions es generen mitjançant l'acoblament de senyals d'altres línies de transmissió, fenomen anomenat diafonia (crosstalk en anglès). Aquest es pot reduir o evitar mitjançant l'apantallament dels senyals.
L'efecte del soroll en un senyal analògic és funció del nivell de soroll, ja que quan més gran és, el senyal desitjat estarà més pertorbat i serà més difícil extreure'n la informació que contingui. Una manera de limitar aquesta pertorbació és mitjançant l'amplificació del senyal desitjat abans que el soroll s'hi afegeixi per tal d'incrementar la seva ratio, el que es coneix com a relació Senyal-Soroll (SNR). Tot i això, el soroll és acumulatiu, de manera que amplificar el senyal no només també amplifica el soroll ja existent, si no que n'afegeix de nou en funció de la figura de soroll de l'amplificador.
Per altra banda, donat que en senyals digitals la informació està quantificada en nivells discrets, sempre que el soroll no els superi, la informació no canviarà. A més, el senyal digital es regenera cada cop que és processat per un circuit, de manera que el soroll es redueix o s'elimina del tot. Tot i això, en senyals digitals es pot millorar la resistència al soroll mitjançant codificacions i algoritmes amb detecció i correcció d'errors. Malauradament, nivells de soroll molt elevats també poden fer el senyal digital inintel·ligible.

## Classificació de circuits analògics
Els circuits analògics es poden classificar com a passius o actius. Els circuits passius es formen per resistències, condensadors i bobines. Aquests elements poden estar implementats mitjançant components en el circuit o com a elements distribuïts (en xarxes de transmissió o elements paràsits). Els circuits actius són aquells que contenen components que tenen la capacitat de controlar elèctricament els senyals del circuit: transistors, amplificadors i diodes.